# Ленґ Оуч
Ленґ Оуч — камбоджійський кліматичний активіст. Своє раннє дитинство він провів у лісах Камбоджі і став активістом проти незаконної вирубки в лісах країни. Він найбільш відомий тим, що у своїй рідній країні під прикриттям фіксував незаконну вирубку лісу.

## Раннє життя
Ленґ Оуч народився у провінції Такео в сім'ї бідних селян, і більшу частину свого дитинства він провів під час режиму червоних кхмерів, коли його сім'я мігрувала між лісами і виживала за рахунок добування їжі.. Першу частину свого життя він провів, ховаючись у джунглях Камбоджі, лише розпочавши освіту після того, як його родина в 1980 році переїхала до Пномпеня. Він працював для отримання освіти та отримав стипендію для навчання в юридичній школі; це дозволило йому приєднатися до багатьох правозахисних організацій і почати свою кар'єру активіста.

## Кар'єра
Ленґ Оуч заснував Камбоджійські робочі групи з прав людини (CHRTF), організацію по боротьбі з вирубкою лісів у Камбоджі. Протягом 2000-х і 2010-х років Ленг перебував під прикриттям у часто небезпечних ситуаціях, фотографуючи та записуючи докази незаконної вирубки, що призвело до скасування 23 концесій землі та викриття великої лісозаготівельної компанії. Часто діючи нелегально у своїй роботі, Ленг допоміг розкрити тисячі злочинів та конфіскувати деревину та лісозаготівельне обладнання. У своїй діяльності Ленґ зіткнувся з небезпекою, при цьому разом з іншими активістами його неодноразово заарештовували. 

## Нагороди
У 2016 році Ленг був нагороджений екологічною премією Голдмана за роботу з викриття корупції та незаконної вирубки лісу в Камбоджі.